# Rotorua
Rotorua è una città dell'Isola del Nord della Nuova Zelanda, capoluogo dell'omonimo distretto.

## Geografia fisica
È situata nella regione della Baia dell'Abbondanza, sulla sponda meridionale del lago Rotorua, circa 280 
km a sud est di Auckland. La città è molto popolare per le attività legate alla geotermia, sia per quanto riguarda le strutture termali sia i geyser (il più famoso è il Pohutu, il cui getto arriva fino a 20 metri d'altezza).

## Storia

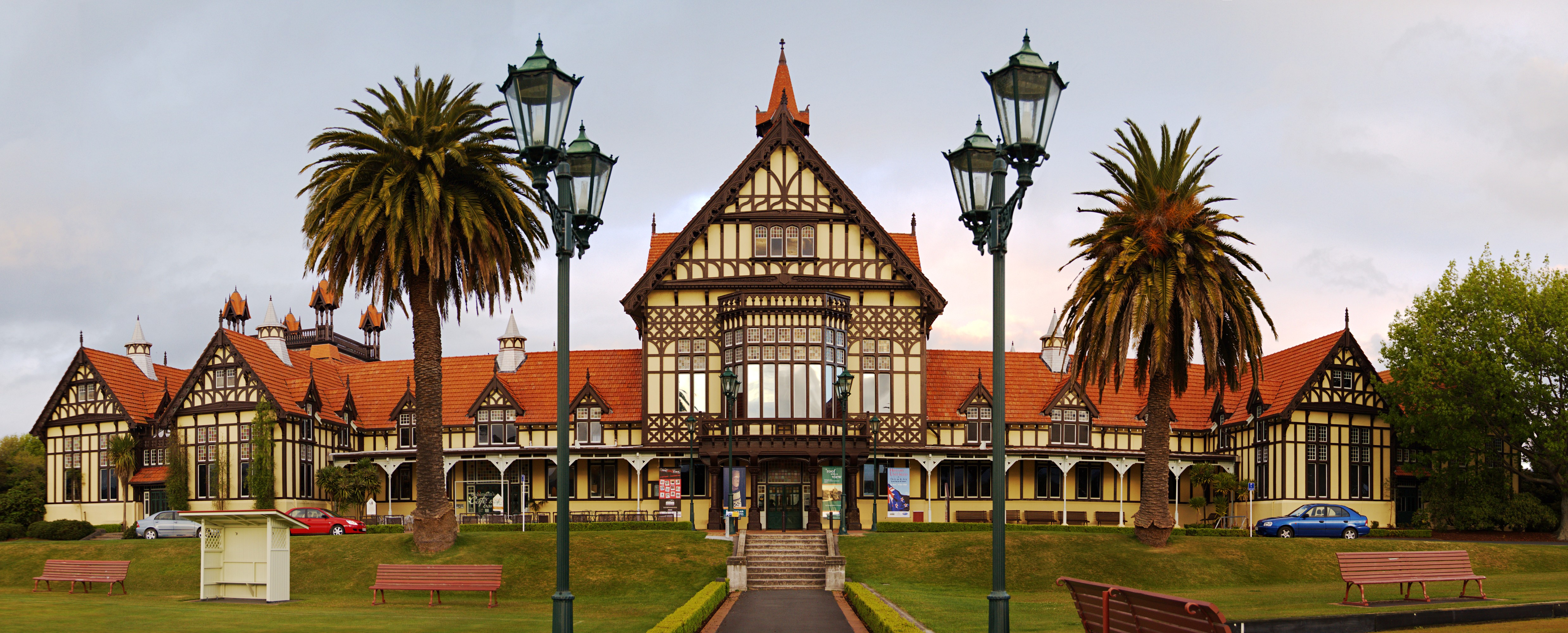
Il Museo di Rotorua nel ventunesimo secolo...

Il nome Rotorua deriva da un'espressione māori: Te Rotorua-nui-a-Kahumatamomoe; in quella lingua, solitamente roto significa lago, mentre rua è il numero "2", quindi "Rotorua" sarebbe il "secondo lago". Kahumatamomoe era lo zio di un capo tribù maori, Ihenga. In pratica, il capo tribù volle dedicare allo zio il secondo lago da lui scoperto, il maggiore di una numerosa serie di laghi presenti nella zona.
A metà del XIX secolo, durante le cosiddette Guerre māori, le rive del lago Rotorua furono terreno di aspri scontri fra queste popolazioni e l'esercito britannico. Nel 1880 venne creato un "distretto speciale", con capoluogo Rotorua, per sfruttarne le potenzialità termali. Con la costruzione della ferrovia nel 1894 la città cominciò un rapidissimo sviluppo, grazie soprattutto al turismo proveniente dalla regione di Auckland.

## Rotorua ai giorni nostri

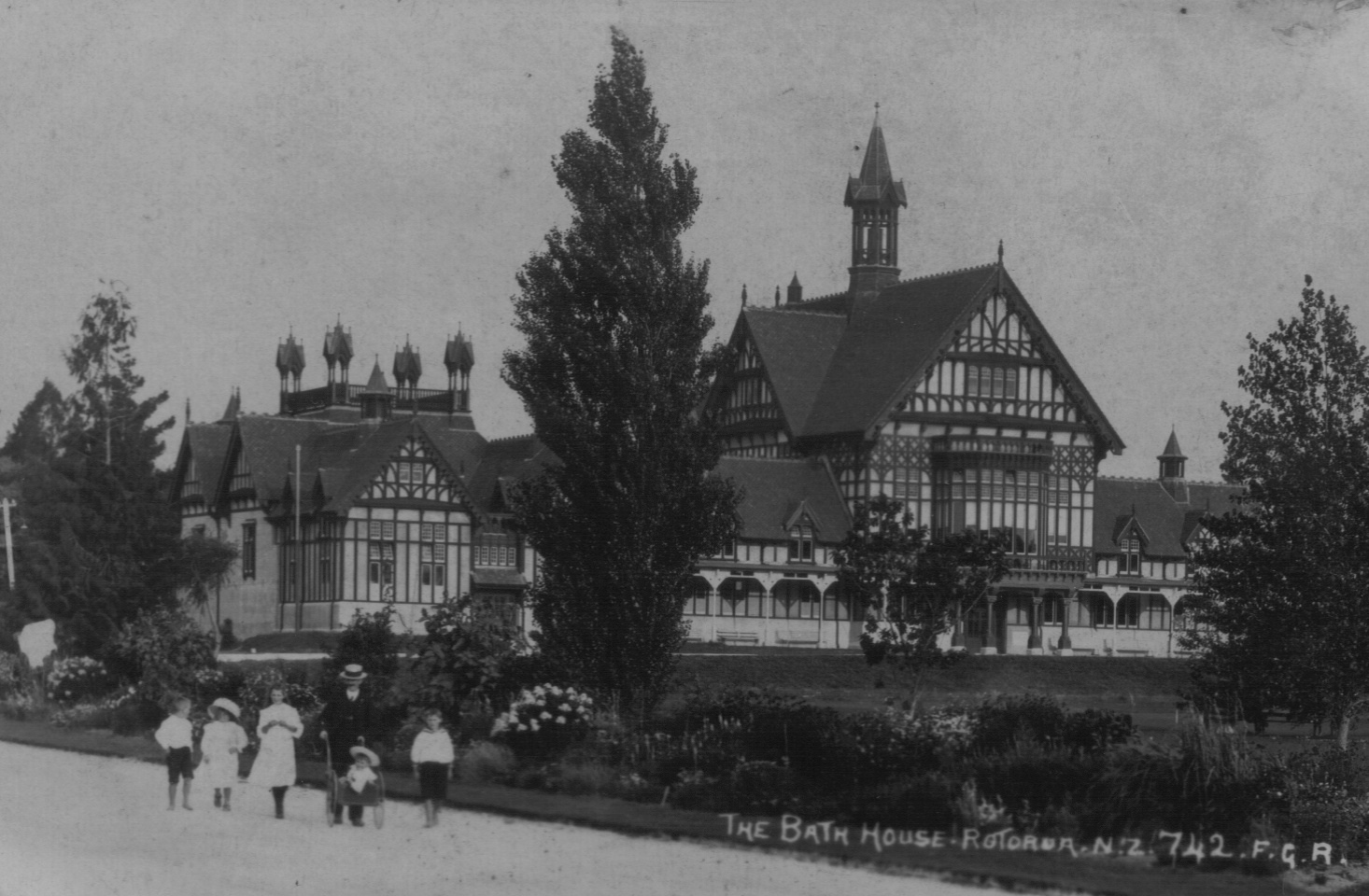
...e in una foto del 1913, quando era un edificio termale

L'attività termale è al centro del turismo che affolla le strade della città. Nei pressi della città si trovano stabilimenti termali, geyser e un intero villaggio (Te Wairoa) sepolto da una grande eruzione vulcanica del passato.
Data la presenza della cittadina in una caldera vulcanica, la caldera di Rotorua, nei dintorni sono presenti alcune pozze di fango caldo, che a scadenze più o meno regolari eruttano. Tutto questo, se da un lato ha portato un grande turismo nella regione, ha anche fatto nascere un soprannome ironico con cui la città è conosciuta fra le comunità vicine: Rottenrua, un gioco di parole in inglese col significato della parola "rotten", cioè "marcio", dovuto all'odore pungente di zolfo che si avverte spesso nell'aria della città.

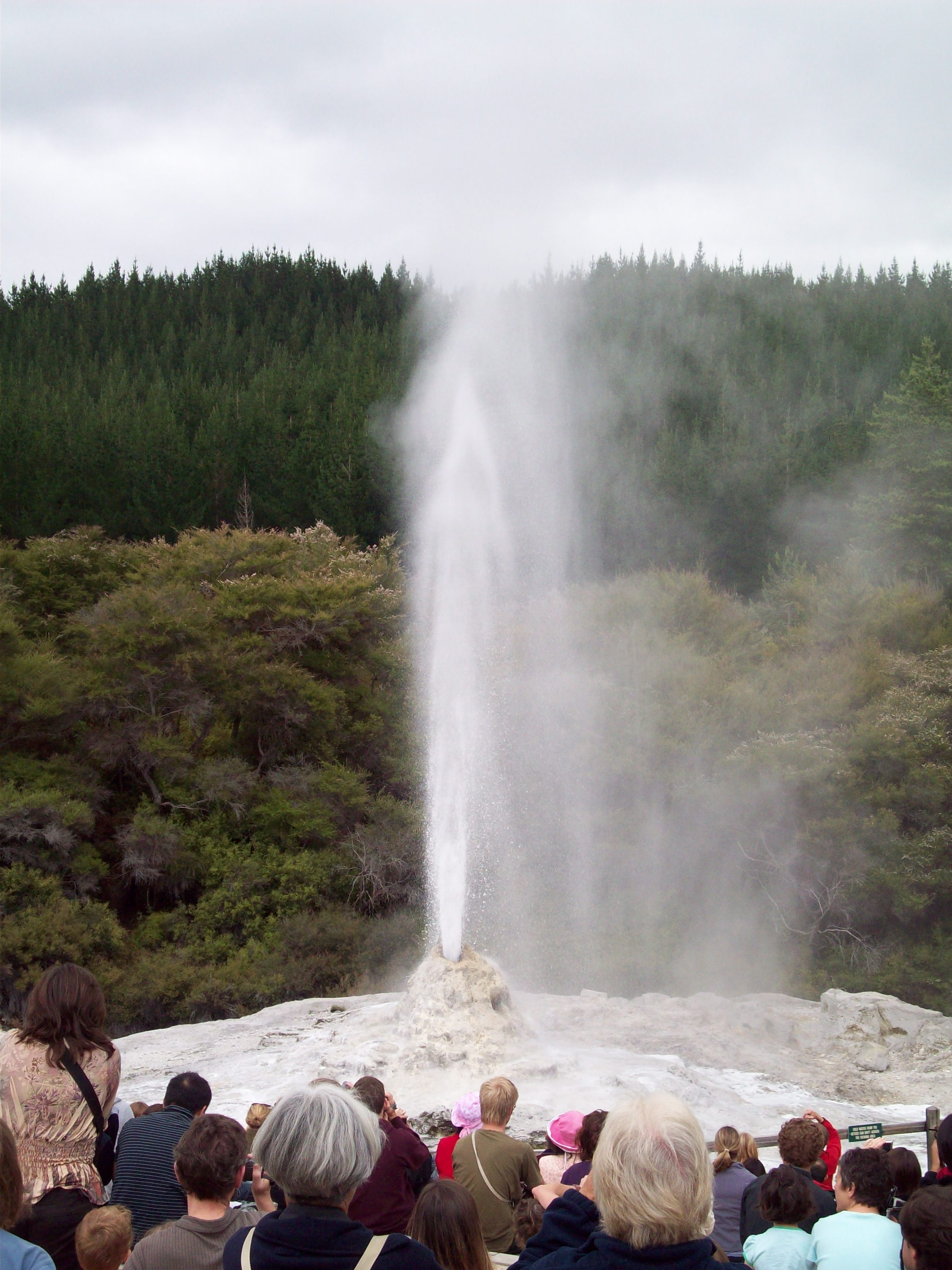
Lady Knox Geyser

A Rotorua si trovano anche degli edifici storici dell'epoca coloniale. La città è inoltre molto popolare fra gli appassionati di mountain bike, che nelle foreste vicine trovano una grande quantità di percorsi loro dedicati. Nel mese di agosto del 2006 Rotorua ha ospitato i Campionati del mondo di mountain bike, organizzati dall'UCI.

## Criminalità
Per molti anni Rotorua è stata afflitta da un grave problema di criminalità legato a gang malavitose, dove gli opposti gruppi criminali (composti in gran parte di giovani Maori) si davano battaglia per le strade della città. Sotto questo aspetto Rotorua è seconda, in Nuova Zelanda, solo alla parte meridionale dell'area metropolitana di Auckland, anche se questo aspetto è spesso invisibile al turista: le forze dell'ordine tendono a scoraggiare in ogni modo le attività che possano interferire col turismo, la maggior fonte di reddito per l'intera regione.